# Kościół św. Mikołaja w Bad Freienwalde (Oder)
Kościół św. Mikołaja w Bad Freienwalde (niem. Stadtpfarrkirche St. Nikolai) – protestancki kościół zlokalizowany w Niemczech, w centrum miejscowości Bad Freienwalde, na terenie Brandenburgii, w powiecie Märkisch-Oderland.

## Historia
Kościół stoi w najwyższym punkcie rynku w Bad Freienwalde i powstał w pierwszej tercji XIII wieku. Niewidoczny obecnie napis głosił, że budowę ukończono w 1453. Równocześnie z dobudowaniem prezbiterium, podwyższono też mury nawy głównej oraz dobudowano bogato zdobiony szczyt zachodni. Stara ściana południowa z kamienia polnego została całkowicie zastąpiona ceglaną, jednak z wtórnym wykorzystaniem pojedynczych sztuk kamieni polnych. W latach 1518–1522 do południowo-zachodniego narożnika nawy dostawiono wieżę. W dolnej części składa się ona z regularnie ciosanych kamieni polnych, a wyżej z cegły. Pierwsze piętro wieży ma cztery blendy, a drugie cztery okna. Od wschodu do wieży przylega dwuprzęsłowa, przesklepiona krzyżowo–żebrowo nawa, którą później podwyższono o piętro empory. Szczyt nawy bocznej ozdobiony jest łukami. W latach 1580–1581 nawę tę przedłużono w kierunku wschodnim i dobudowano sklepione krzyżowo pomieszczenie na archiwum rady miejskiej. Od XVII wieku część ta pełni funkcję zakrystii. Uderzenia piorunów doprowadziły do pożarów wieży w 1584 i 1637, po których została ona naprawiona (zmieniono wówczas wygląd jej górnej części). Po uderzeniu pioruna w 1867, udało się zapobiec rozprzestrzenianiu się pożaru na nawę. W tym samym roku wieża otrzymała kształt, który do dziś definiuje panoramę miejską Bad Freienwalde.
W 1998 górna część wieży była remontowana. W czerwcu 2001 na szczycie wieży przywrócono ośmiometrowe zwieńczenie. W 2007 przeprowadzono badania archeologiczne świątyni pod kierownictwem Dirka Schumanna.

## Architektura
Obiekt jest budowlą późnogotycką, murowaną, ceglaną, z elementami konstrukcji wcześniejszej z kamienia polnego (ściany północna i zachodnia).

## Wyposażenie
Wnętrze ma jednolite renesansowe wyposażenie pochodzące z około 1623. Prezbiterium jest oddzielone od nawy ostrołukowym łukiem tęczowym. Sklepienie krzyżowe nawy znacznie różni się od prezbiterium konstrukcją i malaturą. Na północnej ścianie znajdują się pozostałości dawnych malowideł ściennych, które prawdopodobnie pokrywały dawniej całe wnętrze.

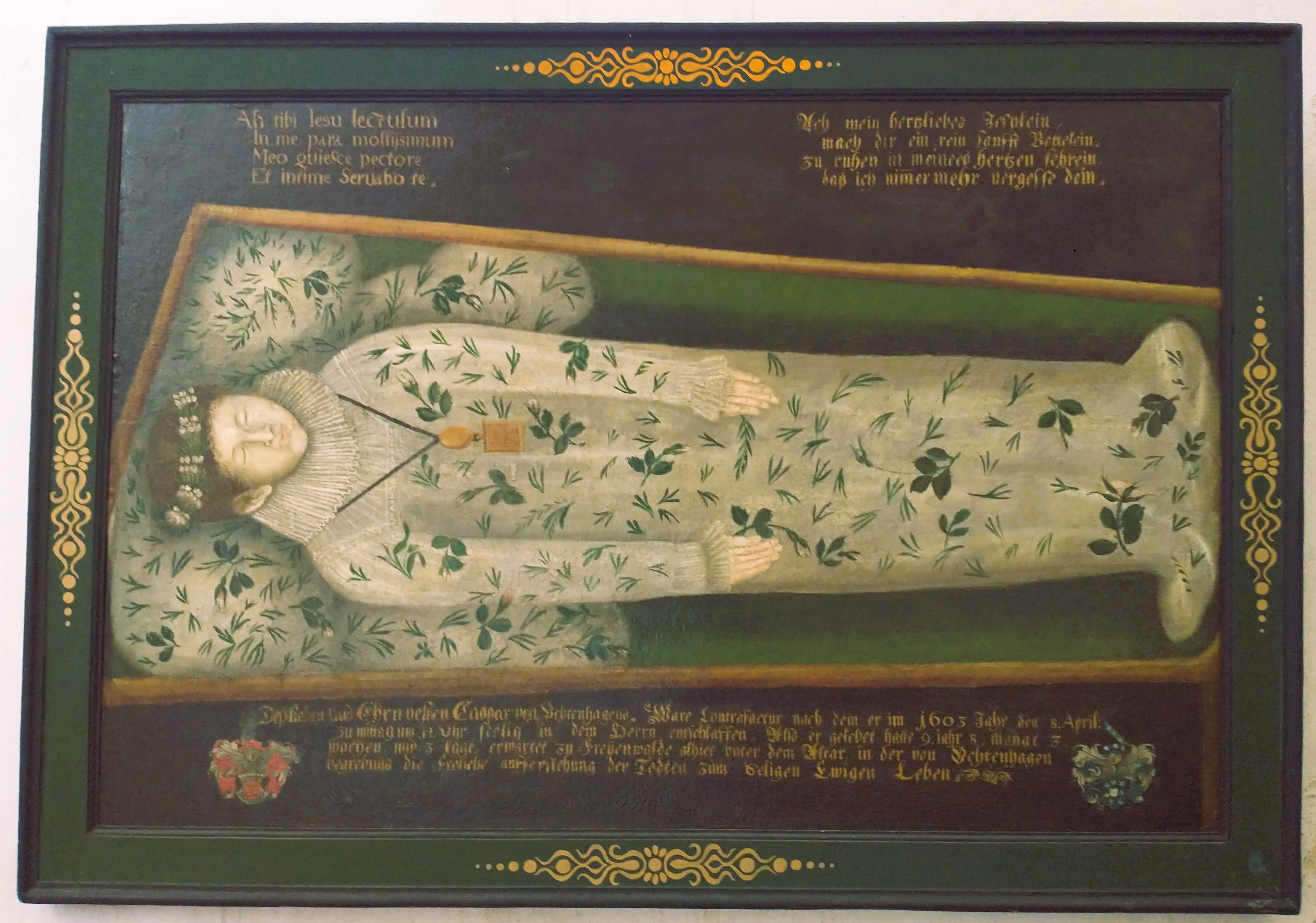
Obraz Caspara von Uchtenhagena w trumnie

Ołtarz pochodzi z 1623 i jest czterokondygnacyjnym dziełem w późnego renesansu. W niszach znajdują się figury Ewangelistów (świętych Marka i Jana), a nad nimi Mateusza i Łukasza, jak również Piotra i Pawła. W koronie po lewej i po prawej stronie znajdują się figury aniołów, pośrodku zaś Chrystusa Zmartwychwstałego z kulą ziemską i flagą zwycięstwa. Malowidła w środkowych panelach przedstawiają Ostatnią Wieczerzę w predelli, wizerunek Ecce Homo na dole oraz ukrzyżowanie i pochówek powyżej. Całość ołtarza ma liczne kolumny i bogatą ornamentykę. Program odpowiada duchowi Reformacji. Ołtarz należy do grupy późnorenesansowych dzieł sztuki z pierwszej ćwierci XVII wieku o podobnym programie malarskim, znanych z różnych świątyń Barnima. Cennym elementem wyposażenia jest też ambona, na której parapetach znajdują się wyobrażenia czterech ewangelistów. Przedstawiono też tutaj pelikana i postacie starotestamentalne: Aarona, Mojżesza, Jeremiasza oraz Dawida. Siedmiomiejscowe stalle wykonano w 1623. W prezbiterium wiszą dwa obrazy sprzed 1618, przedstawiające członka rodziny von Uchtenhagen (zmarłego prawdopodobnie w 1603 Caspara z gruszką, którą go być może otruto, oraz w trumnie). On i jego ojciec, Hans von Uchtenhagen, który zmarł w 1618, zostali pochowani w krypcie przed ołtarzem. Najstarszym elementem wyposażenia kościoła jest późnoromańska chrzcielnica z XIII wieku (jedna z najstarszych w Brandenburgii). Druga, z mosiądzu, jest dziełem norymberskim z XVII wieku i jest podobna do innych, rozmieszczonych w wielu kościołach Brandenburgii.
Prospekt organowy jest barokowy. Pierwsze organy umieszczono w świątyni w 1505. W 1728 nowy instrument sporządził Joachim Wagner. Jego organy miały 18 głosów i 1061 piszczałek. W 1899 przedsiębiorstwo Sauer z Frankfurtu nad Odrą zbudowało kolejne. Remontowano je w 1976 (VEB Orgelbau Sauer).
W kościele znajduje się kilka epitafiów, w tym m.in. generała adiutanta cesarza Fryderyka II – Felixa von Borcke, który leczył dolegliwości tego władcy i cieszył się z tego tytułu znaczącym poważaniem.

## Dzwony
W 1637 pożar zniszczył wszystkie pięć dzwonów z brązu, które wisiały w tym czasie w wieży. W XVII, XVIII i XIX wieku kilkakrotnie odlewano lub przelewano nowe instrumenty. Jesienią 1917 dwa większe dzwony przekazano administracji wojskowej na cele wojenne. W 1924 zakupiono dwa nowe dzwony z brązu, które w 1942 po raz kolejny przekazano, tym razem niemieckim nazistom na cele wojenne. Tylko najmniejszy z trzech instrumentów z XVIII wieku (pod wezwaniem św. Mikołaja) przetrwał w dobrym stanie. Z okazji Święta Reformacji w 1957 oddano do użytku dwa nowe dzwony, odlane w ludwisarni Schilling z Apoldy.

## Galeria

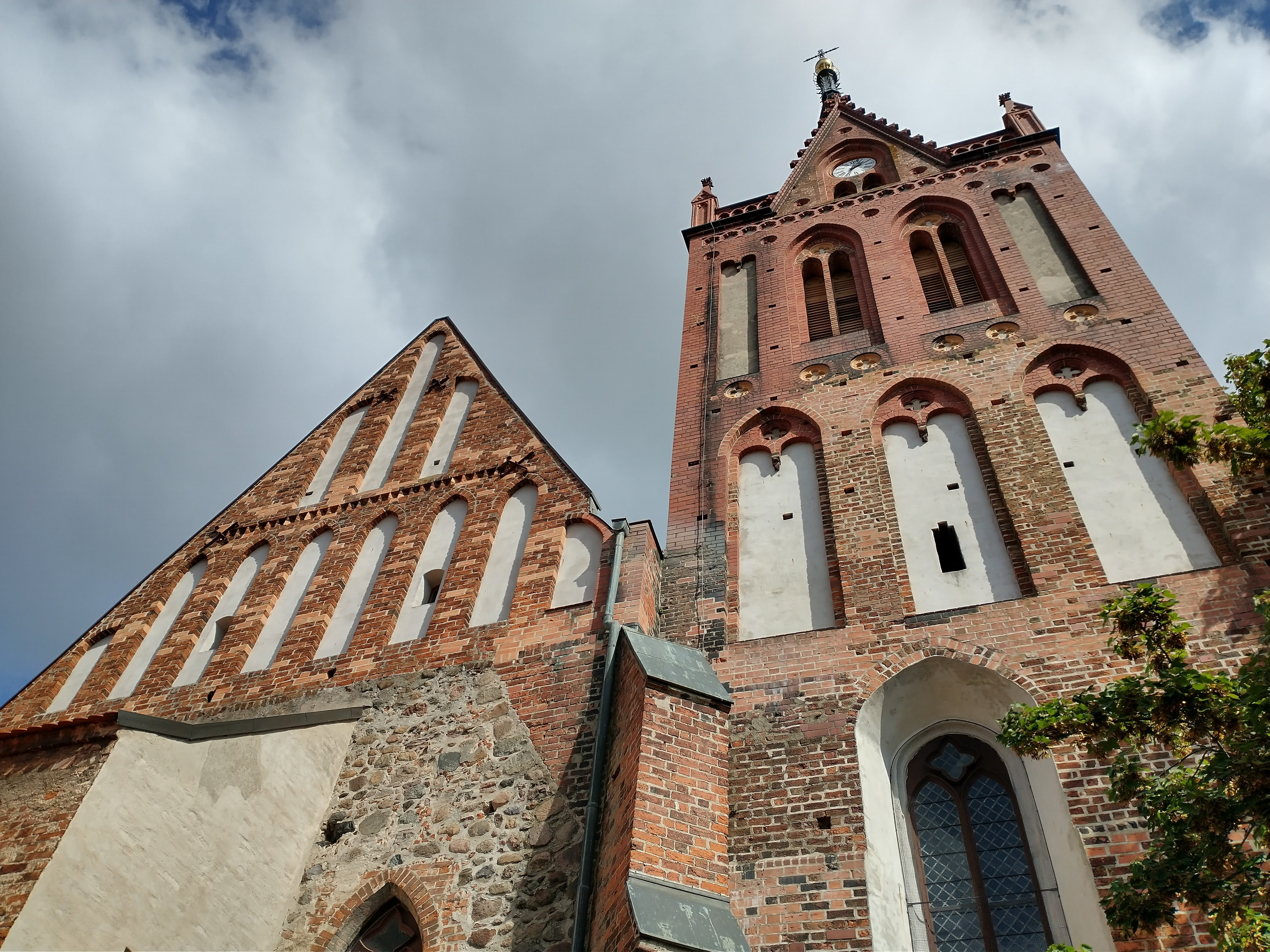
Szczyt i wieża
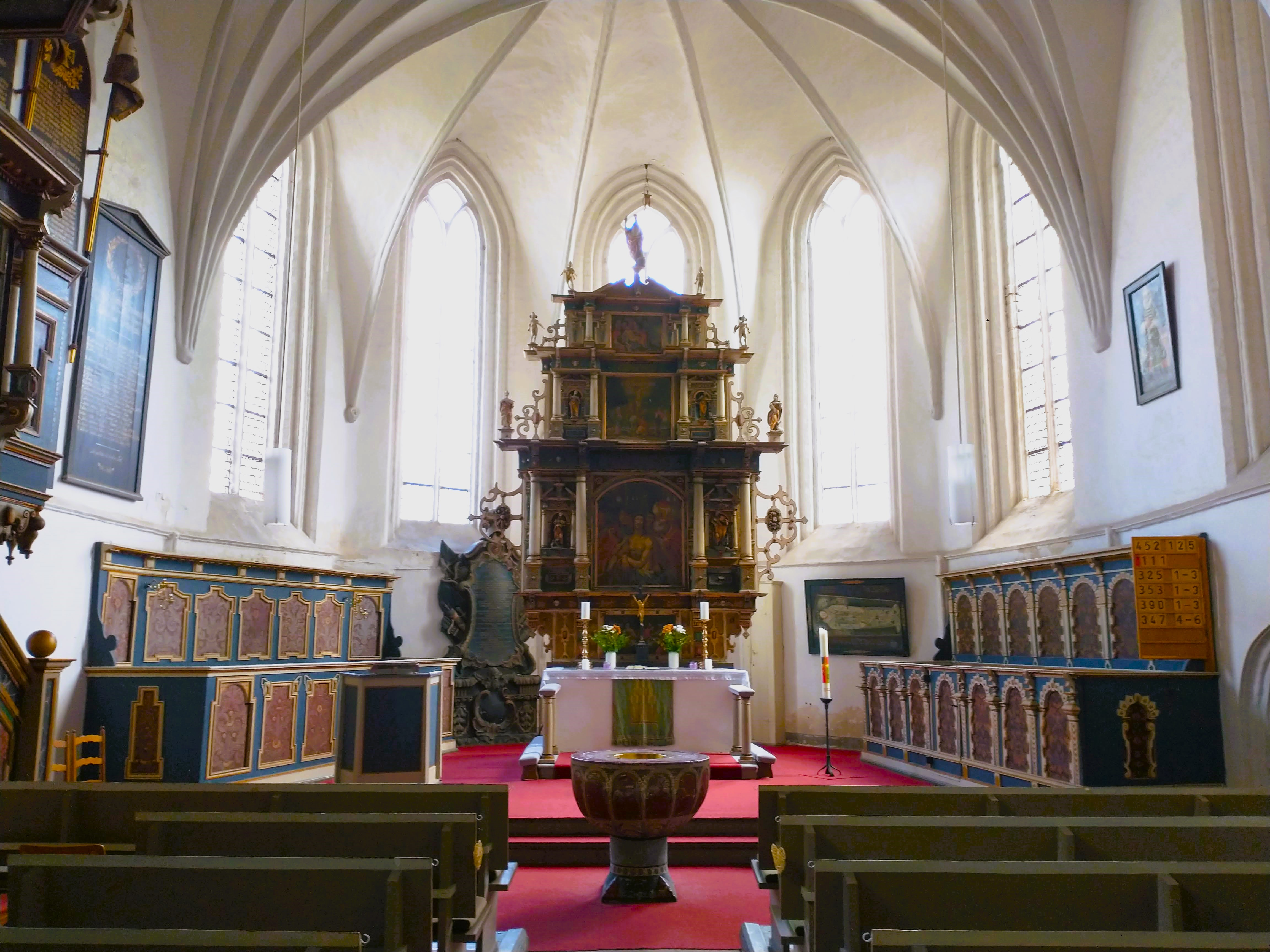
Ołtarz główny i stalle
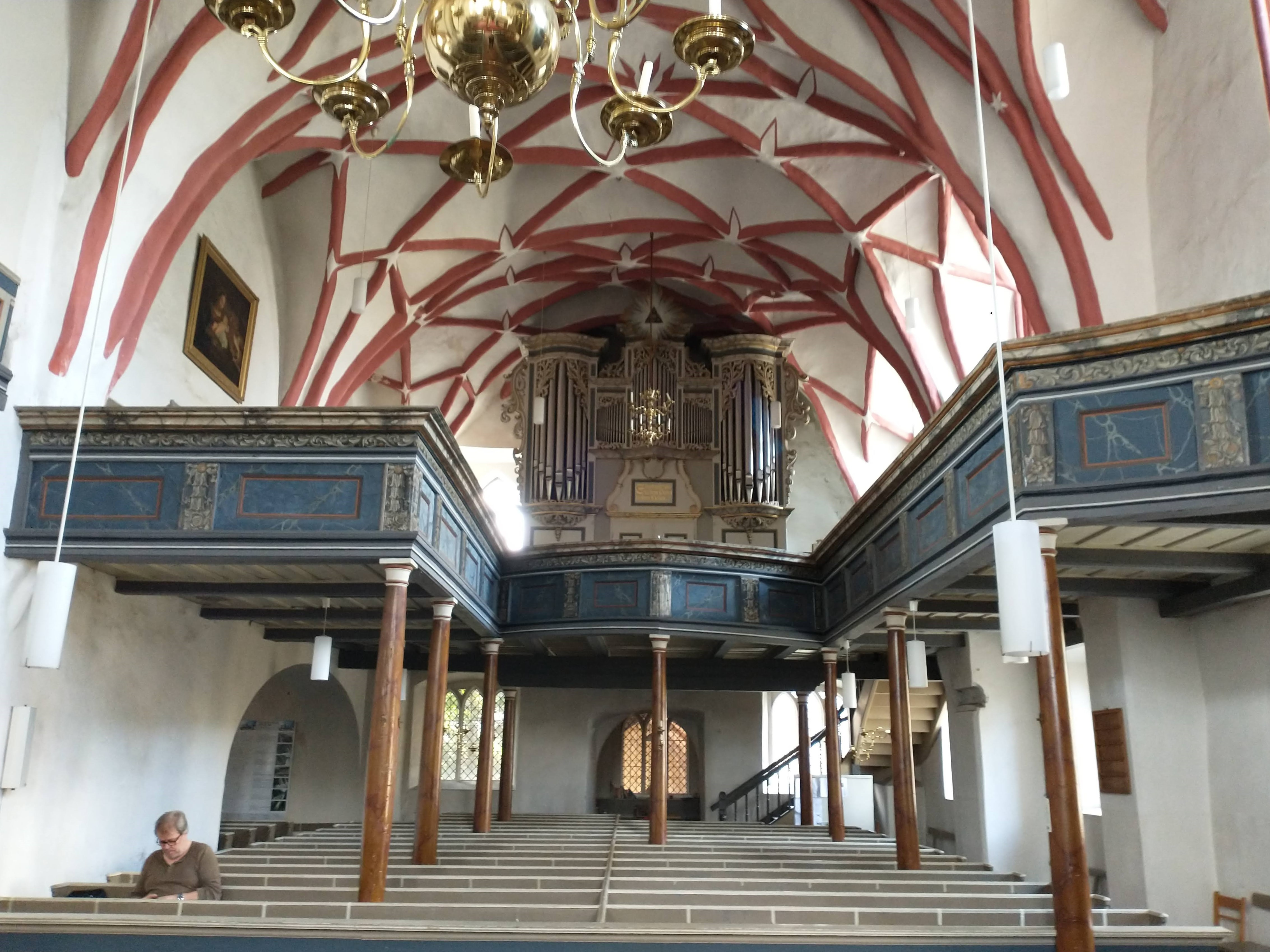
Prospekt organowy